# Роуз, Дэнни
Даниэл Ли «Дэнни» Роуз (англ. Daniel Lee "Danny" Rose; род. 2 июля 1990, Донкастер, Йоркшир и Хамбер) — английский футболист, левый защитник.

## Карьера

### Клубная карьера
Воспитанник академии «Лидс Юнайтед» Дэнни Роуз вырос в семье, в которой футбол был традицией. Его дядя Марк провёл больше 700 матчей за «Донкастер», «Вулверхэмптон» и «Престон», двоюродный брат Майкл Рэнкин выступал за «Олдершот Таун», а родной брат Митчелл — за «Ротерем Юнайтед».
Дэнни впервые был заявлен в составе «Лидса» в матче Кубка Лиги в сентябре 2006 года, а в июле 2007 года был продан в «Тоттенхэм Хотспур» за миллион фунтов. Свой первый матч за «Хотспур» провёл в начале 2008 года, но затем получил травму колена и после лечения был отдан в аренду в «Уотфорд» — набираться опыта. Там он провёл семь матчей, получив высокую оценку от тренера Брендана Роджерса, после чего провёл ещё шесть встреч за «Питерборо Юнайтед» прежде, чем вернуться в Лондон.
Повторный дебют Роуза в «Тоттенхэме» состоялся против его родной команды «Лидс Юнайтед» в рамках Кубка Англии, а уже в первой игре Премьер-лиги он забил гол вечным соперникам «Тоттенхэма» — «Арсеналу», что помогло его клубу одержать победу со счётом 2:1. Часть сезона 2010/11 годов Роуз снова провёл в качестве арендованного игрока, на этот раз в «Бристоль Сити», и вернулся в «Тоттенхэм» только в концовке сезона, успев провести четыре матча. В следующем году тренер Гарри Реднапп ставил Роуза в основной состав «Хотспур» 20 раз в различных соревнованиях, но в начале сезона 2012/13 годов тот получил красную карточку и после окончания наказания был отдан на год в «Сандерленд».
Роуз провёл успешный сезон в составе «Сандерленда» и был выбран командой как «Молодой игрок года». Вернувшись в «Тоттенхэм», он закрепился в качестве основного левого защитника, вытеснив с этой позиции Бенуа Ассу-Экотто. По окончании сезона 2013/14 годов предполагалось, что Роуз расстанется с «Хотспур», учитывая, как мало шансов он получал в составе этой команды в предшествующие годы, но в июле 2014 года было сообщено, что он подписал с «Тоттенхэмом» новый пятилетний контракт.
С 2019 года не входил в стартовый состав команды, некоторое время провёл в «Ньюкасле», а затем тренировался с юношеским (до 23 лет) составом «Тоттенхэма». В 2021 году, после 214 матчей, сыгранных за «Тоттенхэм», стал свободным агентом.
16 июня 2021 года подписал двухлетний контракт с клубом «Уотфорд».

### Выступления за сборную
Дэнни Роуз на протяжении своей юниорской карьеры был постоянным игроком молодёжных сборных Англии в возрасте до 17, 19 и 21 года. В составе последней он участвовал в скандальном отборочном матче чемпионата Европы 2013 года в Сербии, где публика осыпала его расистскими оскорблениями. Роуз, отреагировавший на них грубостями со своей стороны, получил от арбитра матча красную карточку.
Летом 2012 года Роуз был приглашён в состав олимпийской сборной Великобритании, с которой дошёл до четвертьфинала на Олимпиаде в Лондоне.
26 марта 2016 года дебютировал за главную сборную Англии, сыграв в товарищеском матче против сборной Германии. Матч закончился победой англичан со счётом 3:2.

## Статистика выступлений за сборную
| Матчи Дэнни Роуза за сборную Англии | Матчи Дэнни Роуза за сборную Англии | Матчи Дэнни Роуза за сборную Англии | Матчи Дэнни Роуза за сборную Англии | Матчи Дэнни Роуза за сборную Англии | Матчи Дэнни Роуза за сборную Англии | Матчи Дэнни Роуза за сборную Англии |
| №                                   | Дата                                | Оппонент                            | Счёт                                | Голы                                | Соревнование                        |                                     |
| ----------------------------------- | ----------------------------------- | ----------------------------------- | ----------------------------------- | ----------------------------------- | ----------------------------------- | ----------------------------------- |
| 1                                   | 26 марта 2016                       | Германия                            | 3:2                                 | -                                   | Товарищеский матч                   |                                     |
| 2                                   | 29 марта 2016                       | Нидерланды                          | 1:2                                 | -                                   | Товарищеский матч                   |                                     |
| 3                                   | 22 мая 2016                         | Турция                              | 2:1                                 | -                                   | Товарищеский матч                   |                                     |
| 4                                   | 2 июня 2016                         | Португалия                          | 1:0                                 | -                                   | Товарищеский матч                   |                                     |
| 5                                   | 11 июня 2016                        | Россия                              | 1:1                                 | -                                   | ЧЕ-2016. Групповая стадия           |                                     |
| 6                                   | 16 июня 2016                        | Уэльс                               | 2:1                                 | -                                   | ЧЕ-2016. Групповая стадия           |                                     |
| 7                                   | 27 июня 2016                        | Исландия                            | 1:2                                 | -                                   | ЧЕ 2016. 1/8 финала                 |                                     |
| 8                                   | 4 сентября 2016                     | Словакия                            | 1:0                                 | -                                   | Отборочный матч ЧМ-2018             |                                     |
| 9                                   | 8 октября 2016                      | Мальта                              | 2:0                                 | -                                   | Отборочный матч ЧМ-2018             |                                     |
| 10                                  | 11 октября 2016                     | Словения                            | 0:0                                 | -                                   | Отборочный матч ЧМ-2018             |                                     |
| 11                                  | 11 ноября 2016                      | Шотландия                           | 3:0                                 | -                                   | Отборочный матч ЧМ-2018             |                                     |
| 12                                  | 15 ноября 2016                      | Испания                             | 2:2                                 | -                                   | Товарищеский матч                   |                                     |
| 13                                  | 10 ноября 2017                      | Германия                            | 0:0                                 | -                                   | Товарищеский матч                   |                                     |
| 14                                  | 14 ноября 2017                      | Бразилия                            | 0:0                                 | -                                   | Товарищеский матч                   |                                     |
| 15                                  | 23 марта 2018                       | Нидерланды                          | 1:0                                 | -                                   | Товарищеский матч                   |                                     |
| 16                                  | 27 марта 2018                       | Италия                              | 1:1                                 | -                                   | Товарищеский матч                   |                                     |
| 17                                  | 2 июня 2018                         | Нигерия                             | 2:1                                 | -                                   | Товарищеский матч                   |                                     |
| 18                                  | 7 июня 2018                         | Коста-Рика                          | 2:0                                 | -                                   | Товарищеский матч                   |                                     |
| 19                                  | 24 июня 2018                        | Панама                              | 6:1                                 | -                                   | ЧМ-2018. Групповая стадия           |                                     |
| 20                                  | 28 июня 2018                        | Бельгия                             | 0:1                                 | -                                   | ЧМ-2018. Групповая стадия           |                                     |
| 21                                  | 3 июля 2018                         | Колумбия                            | 1:1 (пен. 4:3)                      | -                                   | ЧМ-2018. 1/8 финала                 |                                     |
| 22                                  | 11 июля 2018                        | Хорватия                            | 1:2                                 |                                     | ЧМ-2018. 1/2 финала                 |                                     |
| 23                                  | 14 июля 2018                        | Бельгия                             | 0:2                                 |                                     | ЧМ-2018. Матч за 3-е место          |                                     |
| 24                                  | 8 сентября 2018                     | Испания                             | 1:2                                 |                                     | Лига наций (А)                      |                                     |
| 25                                  | 11 сентября 2018                    | Швейцария                           | 1:0                                 |                                     | Товарищеский матч                   |                                     |
| 26                                  | 25 марта 2019                       | Черногория                          | 5:1                                 |                                     | Отборочный матч ЧЕ-2020             |                                     |
| 27                                  | 9 июня 2019                         | Швейцария                           | 0:0 (пен. 6:5)                      |                                     | 3-е место ЛН 2018/19                |                                     |
| 28                                  | 7 сентября 2019                     | Болгария                            | 4:0                                 |                                     | Отборочный матч ЧЕ-2020             |                                     |
| 29                                  | 11 октября 2019                     | Чехия                               | 1:2                                 |                                     | Отборочный матч ЧЕ-2020             |                                     |

Итого: сыграно матчей: 29 / забито голов: 0; победы: 16, ничьи: 6, поражения: 6. eu-football.info.

## Достижения
«Тоттенхэм Хотспур»
- Финалист Лиги чемпионов: 2018/19

«Англия»
- Бронзовый призёр Лиги наций УЕФА: 2018/19